# The Ten
Pour les articles homonymes, voir Ten.
The Ten est une comédie américaine réalisée par David Wain et sortie en 2007.

## Synopsis
Dix histoires courtes librement inspirées des Dix Commandements.

## Distribution
- Paul Rudd : Jeff Reigert
- Adam Brody : Stephen Montgomery
- Jon Hamm : Chris Knarl
- Winona Ryder : Kelly Lafonda
- Mather Zickel : Louis Lafonda
- Ken Marino : Dr. Glenn Richie
- Jessica Alba : Liz Anne Blazer
- Justin Theroux : Jesus H. Christ
- Gretchen Mol : Gloria Jennings
- Famke Janssen : Gretchen Reigert
- Rob Corddry : Duane Rosenblum
- Liev Schreiber : Ray Johnson
- Bobby Cannavale : Marty McBride
- Rashida Jones : Rebbeca Fornier